# ネルソン・ペレイラ・ドス・サントス

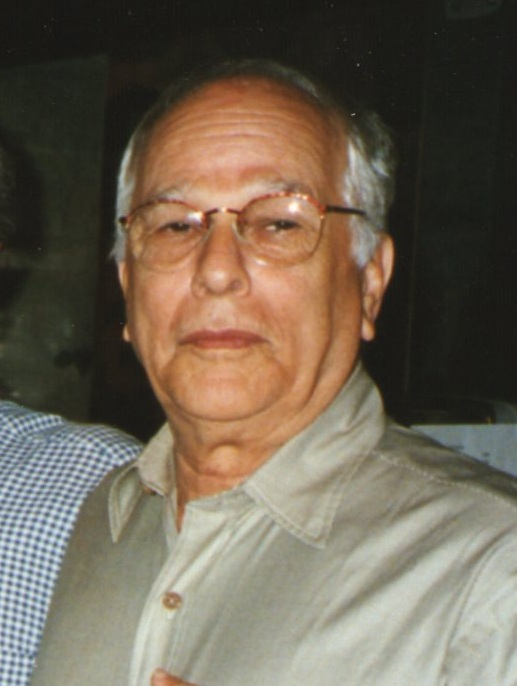
ネルソン・ペレイラ・ドス・サントス

ネルソン・ペレイラ・ドス・サントス（Nelson Pereira dos Santos、1928年10月22日 - 2018年4月21日）は、ブラジルの映画監督である。グラウベル・ローシャとならぶ「シネマ・ノーヴォ」の中心人物として知られる。

## 来歴・人物
1928年10月22日、サンパウロ州の州都サンパウロ市に生まれる。
1955年、初めて監督した長篇映画『リオ40度』が公開される。同作は、リオデジャネイロのファヴェーラでの生活のクロニクルであり、ほかの何人かの映画作家たちに影響を与え、「シネマ・ノーヴォ」運動を噴出させた。そればかりでなく、1956年、フランス・パリで上映され、フランソワ・トリュフォーやジャン＝リュック・ゴダールを熱狂させた。ヌーヴェルヴァーグの誕生を加速させた作品である。
ブラジルの著述家グラシリアーノ・ラモスの同名の小説『Vidas Secas』を原作にした映画『乾いた人生』も監督した。
ブラジル以外でもっともよく知られている作品は『私が食べたフランス人』（1971年）である。同作はディテールを16世紀に置き換え、ブラジル沿岸のフランス人とポルトガル人の入植者に反対して、いまは絶滅している土着の戦闘部族トゥピ族のカニバリズムの実践を主張した。ヨーロッパの植民地主義についてのブラック・コメディであり、「アントロファギア Antropofagia」（文化としてのカニバリズム）をブラジルのモダニストたちの風刺的につかい、1960年代のトロピカリア運動を現代にリヴァイヴァルした。それと同様に、ラテンアメリカの先住民の歴史的ジェノサイドとその文明の段階的破壊についての辛辣な解説となっている。
1986年、1993年にヴェネツィア国際映画祭審査員を務めた。
近作は2006年の『ブラジリア18％』である。同作は、政治汚職、裁判の証人殺し、マネー・ロンダリングといった現代ブラジル政治の暗黒面を探る作品である。
2018年4月21日、多臓器不全のためリオデジャネイロで死去。89歳没。

## フィルモグラフィ
- Juventude　短篇　1949年
- リオ40度 Rio, 40 Graus　1955年
- Rio, Zona Norte　1957年
- Mandacaru Vermelho　1961年
- Boca de Ouro　1962年
- 乾いた人生 Vidas Secas　1963年　原作グラシリアーノ・ラモス　※第17回カンヌ国際映画祭コンペティション部門OCIC賞受賞
- El Justicero　1967年
- Fome de Amor　1968年　※第18回ベルリン国際映画祭コンペティション部門
- Azyllo Muito Louco　1970年　※第23回カンヌ国際映画祭コンペティション部門
- 私が食べたフランス人 Como Era Gostoso o Meu Francês（How Tasty Was My Little Frenchman）　1971年　※第21回ベルリン国際映画祭コンペティション部門
- Quem é Beta?　　1972年
- オグンのお守り O amuleto de Ogum　1973年 - 1974年　※第28回カンヌ国際映画祭コンペティション部門
- 奇蹟の家 Tenda dos Milagres　1975年　※第27回ベルリン国際映画祭コンペティション部門
- 人生の道 ミリオナリオとジョゼ・リコ Na Estrada da Vida 　1979年
- 監獄の記憶 Memórias do Cárcere　1983年　※第37回カンヌ国際映画祭FIPRESCI賞受賞
- Jubiabá　1987年
- 第三の岸辺 A Terceira Margem do Rio　1993年　※第44回ベルリン国際映画祭コンペティション部門
- Cinema de Lágrimas　1995年
- Guerra e Liberdade - Castro Alves em São Paulo　1998年
- 大邸宅と奴隷小屋 Casa Grande & Senzala　2001年
- Meu Cumpadre Zé Keti　短篇　2001年
- ブラジルの根源（真心と冒険）Raízes do Brasil　ドキュメンタリー　2004年
- ブラジリア18％ Brasília 18%　2006年

## 関連事項
- グラシリアーノ・ラモス（Graciliano Ramos）
- ファヴェーラ（Favela）
- トゥピ族（Tupinamba）
- トロピカリア